# Kobuleti

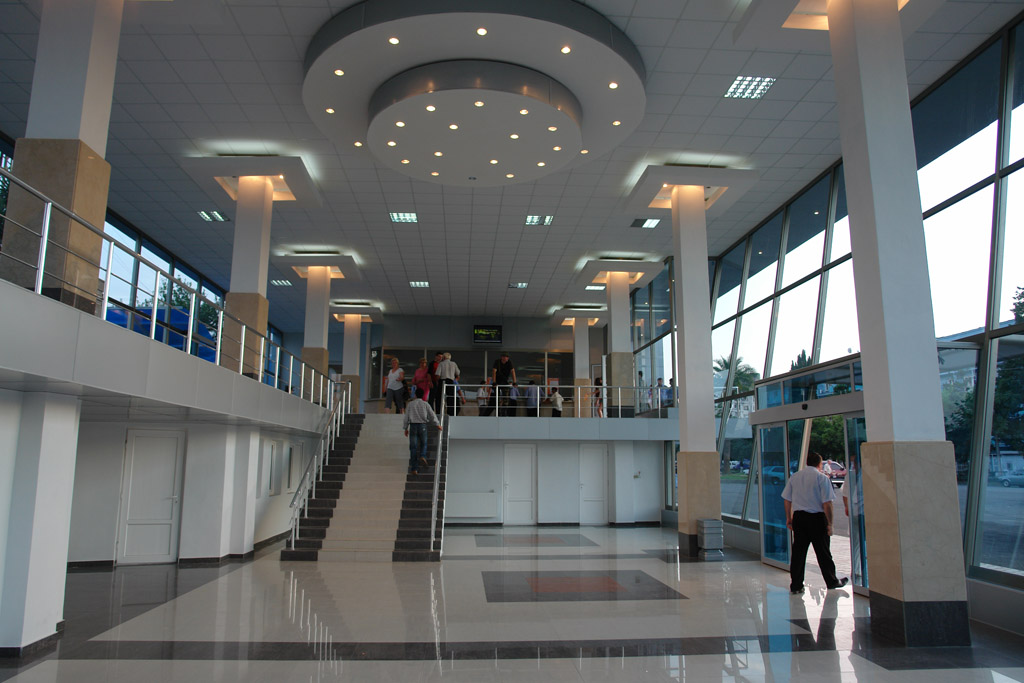
Den nyrenoverade järnvägsstationen i Kobuleti.

Kobuleti, (georgiska; ქობულეთი), är en stad i sydvästra Georgien, Adzjarien som år 2014 hade 16 546 invånare. Staden har även kustlinje till Svarta Havet. Kobuleti är också en mycket populär semesterort, främst bland georgier och ryssar, och varje år besöker omkring 100 000 personer staden. Från Kobuleti kommer bland annat den georgiske fotbollsspelaren Dzjano Ananidze.